# Thalassoma lutescens
Espèce
Statut de conservation UICN

 LC  : Préoccupation mineure
La girelle-paon jaune (Thalassoma lutescens) est une espèce de poissons de la famille des Labridae.